# Puya raimondii
La titanca (Puya raimondii Harms, 1928), nota anche come regina delle Ande, è una pianta della famiglia delle Bromeliaceae, endemica delle Ande (Perù e Bolivia).

## Scoperta
La titanca (o puya) fu scoperta nel 1830 dal naturalista francese Alcide Dessalines d'Orbigny (1802-1857) nella regione di Vacas, Bolivia. Poi, il geografo italiano Antonio Raimondi (1826-1890) la scoprì nella zona Chavín di Huantar, Perù, e nel 1874 le diede il nome di Pourretia gigantea. Nel 1928 il botanico tedesco Hermann August Theodor Harms (1870-1942) la nominò Puya raimondii.

## Descrizione
Cresce ad un'altitudine di 3200–4800 m ed è la più grande delle Bromeliacee: raggiunge e supera 10 metri di altezza. La sua infiorescenza a pannocchia emerge dopo 80-150 anni di vita. Dopo la fioritura la pianta muore.
È descritto il caso di una titanca piantata nel 1958 quasi a livello del mare, nel giardino botanico della University of California (Berkeley, USA), che crebbe fino a 7,6 m e fiorì nell'agosto 1986, dopo soli 28 anni. Nello stesso luogo nel 2014 è fiorita un'altra pianta dopo 24 anni di vita.

## Conservazione
La Lista rossa IUCN classifica Puya raimondii come specie in pericolo di estinzione (Endangered).

## Citazioni nei media
La pianta appare nella storia Disney Zio Paperone e il sabotatore delle Ande, pubblicata nel 1967.